# Pias (Ferreira do Zêzere)
Pias é uma localidade portuguesa do município de Ferreira do Zêzere. Foi sede da extinta freguesia de Pias, freguesia que em 2011 tinha 5,43 km² de área e 456 habitantes, e, por isso, uma densidade populacional de 84 hab/km².
A freguesia de Pias foi extinta em 2013, no âmbito de uma reforma administrativa nacional, para, em conjunto com a Freguesia de Areias, formar uma nova freguesia denominada União das Freguesias de Areias e Pias, com a sede em Areias; na sequência desta agregação, viu perder parte do seu território original para as freguesias de Águas Belas e Igreja Nova do Sobral.
Pias foi vila e sede de concelho até ao início do século XIX. O concelho era constituído pelas freguesias da sede, Areias e Chãos. Em 1801 tinha 3520 habitantes e 74 km².

## População
| População da freguesia de Pias | População da freguesia de Pias | População da freguesia de Pias | População da freguesia de Pias | População da freguesia de Pias | População da freguesia de Pias | População da freguesia de Pias | População da freguesia de Pias | População da freguesia de Pias | População da freguesia de Pias | População da freguesia de Pias | População da freguesia de Pias | População da freguesia de Pias | População da freguesia de Pias | População da freguesia de Pias |
| ------------------------------ | ------------------------------ | ------------------------------ | ------------------------------ | ------------------------------ | ------------------------------ | ------------------------------ | ------------------------------ | ------------------------------ | ------------------------------ | ------------------------------ | ------------------------------ | ------------------------------ | ------------------------------ | ------------------------------ |
| 1864                           | 1878                           | 1890                           | 1900                           | 1911                           | 1920                           | 1930                           | 1940                           | 1950                           | 1960                           | 1970                           | 1981                           | 1991                           | 2001                           | 2011                           |
| 696                            | 782                            | 712                            | 770                            | 837                            | 882                            | 936                            | 1 031                          | 1 095                          | 1 002                          | 716                            | 682                            | 622                            | 534                            | 456                            |

| Distribuição da População por Grupos Etários | Distribuição da População por Grupos Etários | Distribuição da População por Grupos Etários | Distribuição da População por Grupos Etários | Distribuição da População por Grupos Etários | Distribuição da População por Grupos Etários | Distribuição da População por Grupos Etários | Distribuição da População por Grupos Etários | Distribuição da População por Grupos Etários | Distribuição da População por Grupos Etários |
| -------------------------------------------- | -------------------------------------------- | -------------------------------------------- | -------------------------------------------- | -------------------------------------------- | -------------------------------------------- | -------------------------------------------- | -------------------------------------------- | -------------------------------------------- | -------------------------------------------- |
| Ano                                          | 0-14 Anos                                    | 15-24 Anos                                   | 25-64 Anos                                   | > 65 Anos                                    |                                              | 0-14 Anos                                    | 15-24 Anos                                   | 25-64 Anos                                   | > 65 Anos                                    |
| 2001                                         | 80                                           | 78                                           | 232                                          | 144                                          |                                              | 15,0%                                        | 14,6%                                        | 43,4%                                        | 27,0%                                        |
| 2011                                         | 58                                           | 48                                           | 207                                          | 143                                          |                                              | 12,7%                                        | 10,5%                                        | 45,4%                                        | 31,4%                                        |

Média do País no censo de 2001:  0/14 Anos-16,0%; 15/24 Anos-14,3%; 25/64 Anos-53,4%; 65 e mais Anos-16,4%
Média do País no censo de 2011:   0/14 Anos-14,9%; 15/24 Anos-10,9%; 25/64 Anos-55,2%; 65 e mais Anos-19,0%

## Património
Embora pequena, a localidade tem um conjunto de património estimável, tanto no que toca ao seu património natural como ao seu património histórico.

### Natural
Enquanto território predominantemente agrícola, o património natural é caracterizado por uma paisagem humanizada de génese rural.

### Histórico
- Pelourinho de Pias
- Igreja de São Luís
- Açude do Pego
- Sepulturas Visigóticas